# Ninon Dubois Le Clerc
Ninon Dubois Le Clerc, också kallad Ninon Leclaire, född 1750 i Frankrike, död 4 maj 1779 i Stockholm, var en fransk ballerina verksam i Sverige. Hon har beskrivits som en av de mest betydande dansarna i Sverige under sin samtid.

## Biografi
Ninon Dubois Le Clerc var medlem i det franska Sällskapet Du Londel som uppträdde vid hovet och offentligt i Stora Bollhuset. I programmen kallades hon ofta "Le Clerc". År 1768 uppträdde hon med Louis Gallodier i en balett tonsatt av Francesco Antonio Uttini. Då det franska sällskapet avskedades 1771 stannade flera dansare kvar och utgjorde stommen i den första svenska Kungliga Baletten 1773. Fem franska dansare, tre manliga och två kvinnliga, ingick först, varefter man sedan kallade tillbaka ytterligare flera från utlandet. Dubois var anställd vid Kungliga Baletten 1773–1779. Bland de mer betydande franska dansare som uppmärksammades var just Dubois, vid sidan av Louis Gallodier, Marie Jeanne Frossard, Louis Frossard och Elisabeth Soligny. Enligt andra uppgifter har dock Ninon Dubois Le Clerc blivit förväxlad med Elisabeth Soligny, som använde "Le Clerc" som artistnamn. Ninon ska snarare ha kommit till Sverige först under år 1777 
Ninon Dubois Le Clerc ska ha varit känd som kokott, prostituerad, i Paris innan hon anlände till Sverige. Hon var bekant med den franska äventyrerskan Madame de Monsuve, som 1779–1780 lanserades av Charlotta Eckerman som tänkbar mätress till Gustav III Dubois Le Clerc kom till Sverige i sällskap med Louis Gallodier, som hade besökt Paris för att engagera artister till Kungliga Baletten. Hon kom till Sverige för att kräva underhåll för det barn hon hade fått med en svensk adelsman, Jennings, som hade smitit undan sitt ansvar. Hon var älskarinna åt Ivan Simolin, Rysslands ambassadör i Sverige 1775–1778. Därefter engagerades hon i Kungliga Baletten vid Operan. Hon använde då namnet Dubois som artistnamn.
Det sades att hon var "lika lätt på foten i privatlivet som på scenen". År 1778 uppträdde hon i Zémire och Azor av André Grétry på Drottningholm, och hade då en förbindelse med poeten Johan Henric Kellgren. Efter tronföljarens födelse samma år ingick hon i den procession av artister klädda som mytologiska gestalter i tunna kläder som tågade genom Stockholm. Enligt en traditionen avled hon efter att ha fått en spark i bröstet av kollegan Jean-Rémy Marcadet, men den verkliga dödsorsaken tros ha varit lungsot. I sitt testamente gav hon 300 000 kopparmynt åt ambassadör Simolin på villkor att han tog hand om hennes dotter i Paris.
Vid sin död apostroferades hon i ett poem av Johan Henric Kellgren: "Erato och kärleksgudar gråten: Dubois lemnat er!"